# Ирани, Смрити
Смрити Зубин Ирани (хинди स्मृति ज़ुबिन ईरानी, англ. Smriti Zubin Irani), урождённая Малхотра (хинди मल्होत्रा, англ. Malhotra; род. 23 марта 1976) — индийский политик, бывшая модель, телевизионная актриса и продюсер.

## Биография

### Ранние годы и образование
Смрити родилась в Нью-Дели. Она старшая из трёх сестёр, и имеет пенджабские, махараштри и ассамские корни. Смрити «с детства была частью „Раштрия сваямсевак сангх“», так как её дед был членом этой крайне правой индуистской организации, а мать была членом её политического крыла — партии Бхаратия Джана Сангх (Bharatiya Jana Sangh).
Смрити окончила 12 классов женской школы Holy Child Auxilium. О её дальнейшем образовании существуют противоречивые сведения. В 2004 году Смрити заявила, что она получила учёную степень в области искусства (BA, 1996) в Делийском университете (заочно), а в 2014 году сказала, что она в университете проучилась всего год на бакалавра в области торговли (Part I B.Com, 1994). Кроме того, в прессе появилась информация, что Ирани поступила только в 2013 году, но не сдала экзамен после первого года обучения.

### Карьера актрисы
Прежде чем начать карьеру модели, Смрити работала официанткой в «Макдоналдсе». В 1998 году она стала финалисткой конкурса «Мисс Индия». В том же году Смрити снялась в клипе певца Мики Сингха на песню «Boliyan» из альбома Saawan Mein Lag Gayi Aag. В 2000 году она дебютировала в сериалах Kavita и Hum Hain Kal Aaj Aur Kal на канале Star Plus. С 2000 года Ирани снималась в главной роли в сериале Kyunki Saas Bhi Kabhi Bahu Thi, за что пять раз подряд награждалась премией Indian Television Academy Awards в категории «лучшая актриса», четыре раза — премией Indian Telly Awards и восемь раз — премией Star Parivaar Awards. В июне 2007 года она покинула шоу, поссорившись с продюсером Эктой Капур, и была заменена актрисой Гаутами Капур. В мае 2008 года Смрити вернулась в сериал, снявшись в специальном выпуске. В том же году она получила специальный приз Star Parivaar Awards.
В 2001 году Смрити сыграла роль Ситы в телесериале Ramayan на канале Zee TV. В 2006 году она выступила сопродюсером сериала Thodi Si Zameen Thoda Sa Aasmaan, а в 2007 году спродюсировала сериал Virrudh на канале Sony TV. Она также исполнила главные роли в этих сериалах. В том же году Смрити была продюсером сериала Mere Apne на канале 9X и исполнила роль второго плана в сериале Teen Bahuraaniyaan канала Zee TV.
В 2008 году Смрити вместе с Сакши Танвар была ведущей танцевального реалити-шоу Yeh Hai Jalwa с участием знаменитостей на канале 9X. В том же году она выступила продюсером сериала Waaris на канале Zee TV. В 2009 году Ирани приняла участие в комедийном шоу Maniben.com на канале SAB TV, также став его сопродюсером. В 2012 году она снялась в бенгальскоязычном фильме Amrita.

### Политическая карьера

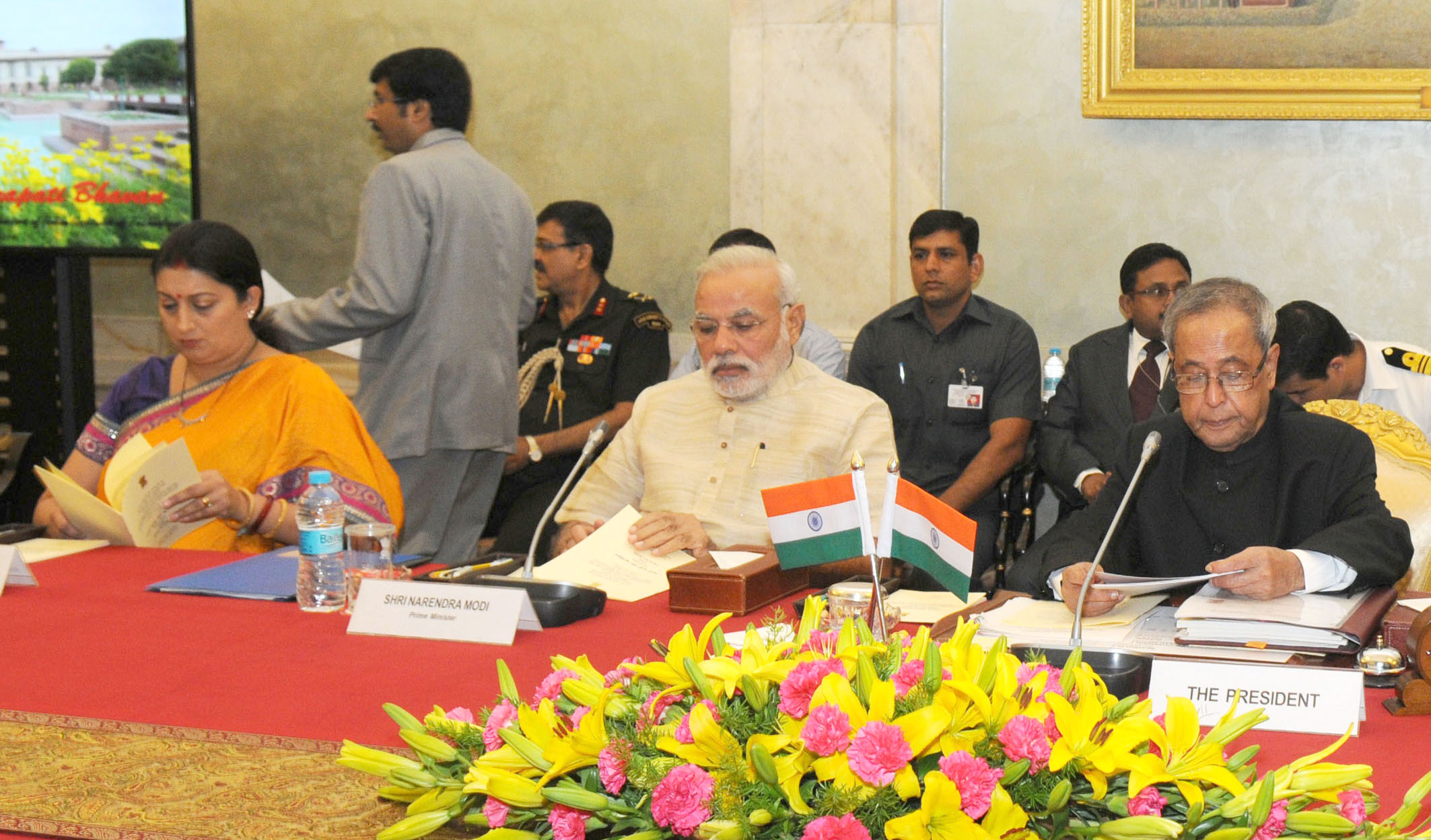
Ирани, премьер-министр Нарендра Моди и президент Пранаб Мукерджи на конференции председателей совета управляющих и директоров IIT в Раштрапати-Бхаване 22 августа 2014.

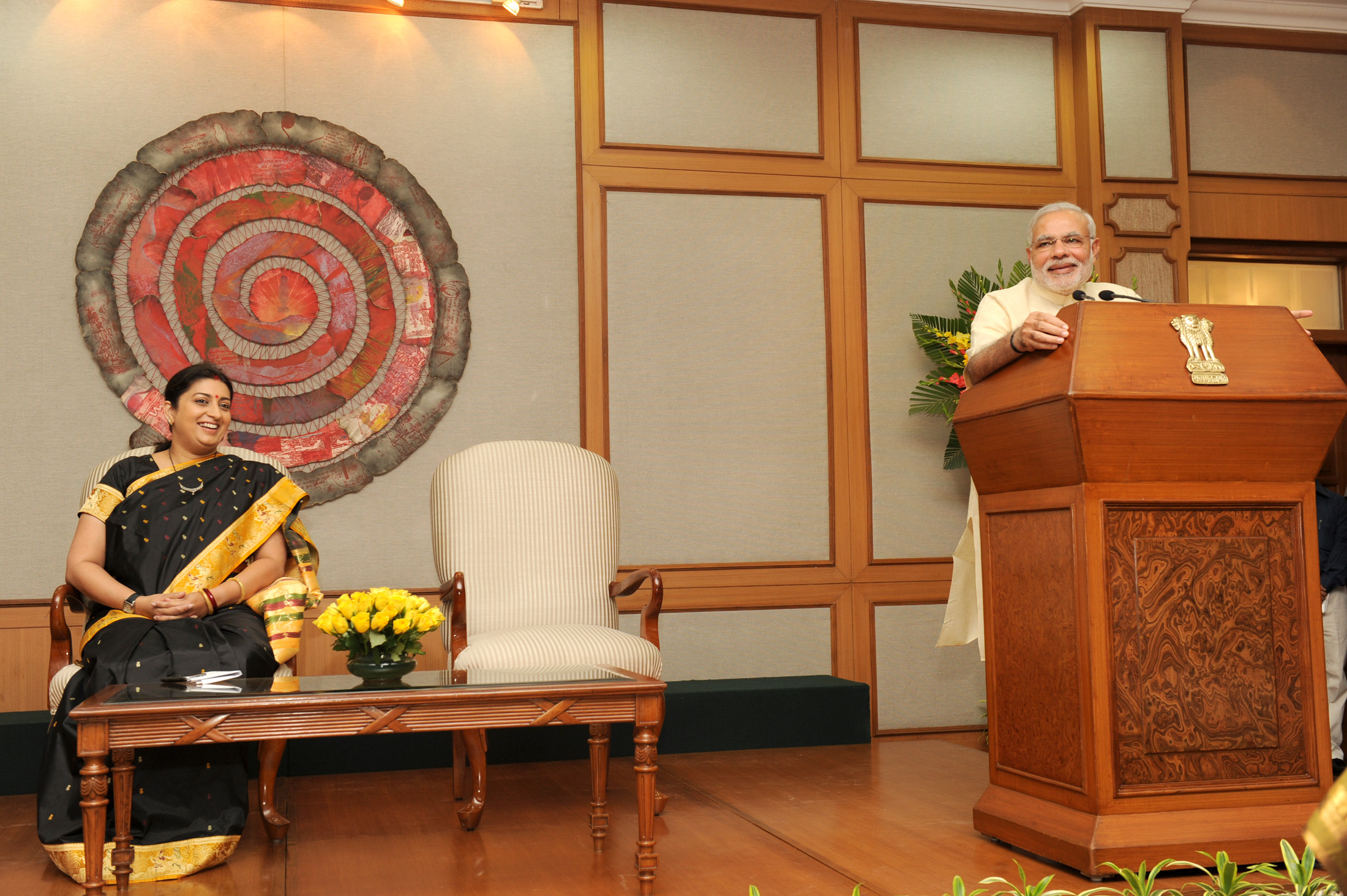
Ирани и премьер-министр Моди на неформальной встрече с учителями накануне Дня учителя в Нью-Дели

В 2003 году Смрити Ирани вступила в Бхаратия джаната парти (БДП), а в 2004 году стала вице-президентом молодёжного крыла партии в штате Махараштра. На всеобщих выборах 2004 года она неудачно баллотировалась в Лок сабха, нижнюю палату парламента Индии, потерпев поражение от представителя партии Индийский национальный конгресс Капила Сибала. В декабре 2004 года Ирани призвала главного министра Гуджарата и лидера БДП Нарендру Моди подать в отставку, обвинив его в поражении партии на выборах. Но после того, как центральное руководство БДП пригрозило принять против неё меры, Смрити отозвала своё требование. В мае 2009 года, во время предвыборной кампании Виджая Гоэля, Ирани выразила свою озабоченность по поводу безопасности женщин в столице. Она выступила за смертную казнь в качестве сдерживающего фактора для насильников.
В начале 2010 года Ирани была назначена национальным секретарём БДП, а 24 июня — президентом женского крыла партии, BJP Mahila Morcha. В августе 2011 года она была приведена к присяге в Раджья сабха, верхней палате парламента Индии.
На парламентских выборах 2014 года Ирани потерпела поражение от представителя партии Индийский национальный конгресс Рахула Ганди, набрав на 107 923 голоса меньше (или 12,32 %). 26 мая 2014 года премьер-министр Нарендра Моди назначил её министром развития человеческих ресурсов в своём кабинете. В 38 лет она стала самым молодым членом кабинета министров.

### Личная жизнь
В 2001 году Смрити вышла замуж за бизнесмена Зубина Ирани. В октябре того же года у них родился сын Зохр, а в сентябре 2003 года — дочь Зоиш. Пара также воспитывает Шанель, дочь Зубина Ирани от его предыдущего брака с бывшей участницей конкурса красоты Моной Ирани.

## Творчество

### Телевидение
| Год       | Шоу                              | Персонаж                        | Канал      |
| --------- | -------------------------------- | ------------------------------- | ---------- |
| 2000—2008 | Kyunki Saas Bhi Kabhi Bahu Thi   | Тулси Михир Вирани              | Star Plus  |
| 2000      | Hum Hain Kal Aaj Aur Kal         |                                 | Star Plus  |
| 2000      | Kavita                           | Кавита                          | Star Plus  |
| 2001—2003 | Kya Hadsaa Kya Haqeeqat          | Смрити                          | Sony TV    |
| 2001—2003 | Kuch… Diiil Se                   | ведущая                         | SAB TV     |
| 2001—2002 | Ramayan                          | Сита                            | Zee TV     |
| 2004      | Кофе с Караном                   | гость (вместе с Сакши Танвар)   | STAR World |
| 2006—2007 | Thodi Si Zameen Thoda Sa Aasmaan | Ума                             | Star Plus  |
| 2007—2008 | Virrudh                          | Васудха Сусхант Шарма           | Sony TV    |
| 2007—2008 | Mere Apne                        | Шарда                           | 9X         |
| 2007—2008 | Teen Bahuraaniyaan               | Вринда                          | Zee TV     |
| 2008      | Yeh Hai Jalwa                    | ведущая (вместе с Сакши Танвар) | 9X         |
| 2008      | Waaris                           | продюсер                        | Zee TV     |
| 2009—2010 | Maniben.com                      | Манибен Джаманкумар Патель      | SAB TV     |
| 2012      | Savdhaan India                   | ведущая                         | Life OK    |
| 2013      | Ek Thhi Naayka                   | Свати                           | Life OK    |

### Кинематограф
| Год  | Название | Оригинальное название | Роль       | Язык        |
| ---- | -------- | --------------------- | ---------- | ----------- |
| 2010 |          | Malik Ek              | Дваркамаи  | хинди       |
| 2011 |          | Jai Bolo Telangana    | активистка | телугу      |
| 2012 |          | Amrita                |            | бенгальский |
| 2015 |          | All Is Well           |            | хинди       |

### Театр
| Спектакль                         | Язык      | Роль    |
| --------------------------------- | --------- | ------- |
| Kuch Tum Kaho Kuch Hum Kahein     | хинди     | Саргам  |
| Maniben.com                       | гуджарати | Мани    |
| Koi Taru Bau Saru Thayu           | гуджарати | Девика  |
| Muktidhaam                        | гуджарати | мать    |
| Garv Thi Kaho Ame Gujarati Chhiye | гуджарати | Мридула |

## Награды
| Год  | Награда                          | Категория                              | Шоу                            | Роль           |
| ---- | -------------------------------- | -------------------------------------- | ------------------------------ | -------------- |
| 2001 | Indian Television Academy Awards | лучшая актриса — драма                 | Kyunki Saas Bhi Kabhi Bahu Thi | Тулси Вирани   |
| 2002 | Indian Television Academy Awards | лучшая актриса — драма                 | Kyunki Saas Bhi Kabhi Bahu Thi | Тулси Вирани   |
| 2002 | Indian Telly Awards              | лучшая актриса                         | Kyunki Saas Bhi Kabhi Bahu Thi | Тулси Вирани   |
| 2003 | Indian Television Academy Awards | лучшая актриса — драма                 | Kyunki Saas Bhi Kabhi Bahu Thi | Тулси Вирани   |
| 2003 | Indian Telly Awards              | лучшая актриса                         | Kyunki Saas Bhi Kabhi Bahu Thi | Тулси Вирани   |
| 2003 | Indian Telly Awards              | лучшая ТВ-персона                      | Kyunki Saas Bhi Kabhi Bahu Thi | Тулси Вирани   |
| 2003 | STAR Parivaar Awards             | Favorite Bahu                          | Kyunki Saas Bhi Kabhi Bahu Thi | Тулси Вирани   |
| 2003 | STAR Parivaar Awards             | Favorite Patni                         | Kyunki Saas Bhi Kabhi Bahu Thi | Тулси Вирани   |
| 2004 | Indian Television Academy Awards | лучшая актриса — драма                 | Kyunki Saas Bhi Kabhi Bahu Thi | Тулси Вирани   |
| 2004 | STAR Parivaar Awards             | Favorite Maa                           | Kyunki Saas Bhi Kabhi Bahu Thi | Тулси Вирани   |
| 2004 | STAR Parivaar Awards             | Favorite Saas                          | Kyunki Saas Bhi Kabhi Bahu Thi | Тулси Вирани   |
| 2005 | Indian Television Academy Awards | лучшая актриса — драма                 | Kyunki Saas Bhi Kabhi Bahu Thi | Тулси Вирани   |
| 2005 | STAR Parivaar Awards             | Favorite Saas                          | Kyunki Saas Bhi Kabhi Bahu Thi | Тулси Вирани   |
| 2005 | Gr8! Women Achiever’s Awards     | Best Home-Maker Award                  | Kyunki Saas Bhi Kabhi Bahu Thi | Тулси Вирани   |
| 2006 | STAR Parivaar Awards             | Favorite Saas                          | Kyunki Saas Bhi Kabhi Bahu Thi | Тулси Вирани   |
| 2007 | Indian Telly Awards              | лучшая актриса                         | Virrudh                        | Васудха Шарма  |
| 2007 | STAR Parivaar Awards             | Favorite Saas                          | Kyunki Saas Bhi Kabhi Bahu Thi | Тулси Вирани   |
| 2007 | Zee Astitva Awards               | лучшая ТВ-персона                      | Kyunki Saas Bhi Kabhi Bahu Thi | Тулси Вирани   |
| 2008 | STAR Parivaar Awards             | Special Recognition                    | Kyunki Saas Bhi Kabhi Bahu Thi | Тулси Вирани   |
| 2009 | Gujarati Stage Awards            | лучшая актриса                         | Maniben.com                    | Манибен Патель |
| 2010 | Indian Television Academy Awards | ITA Milestone Award                    | Kyunki Saas Bhi Kabhi Bahu Thi | Тулси Вираниж  |
| 2014 | Garv Indian TV Awards            | лучшая ТВ-персона декады               | Kyunki Saas Bhi Kabhi Bahu Thi | Тулси Вираниж  |
| 2015 | Indian TV Yuva Awards            | лучший молодой политик Индии (женщина) |                                |                |